# Barbarossastraße 2 (Mönchengladbach)

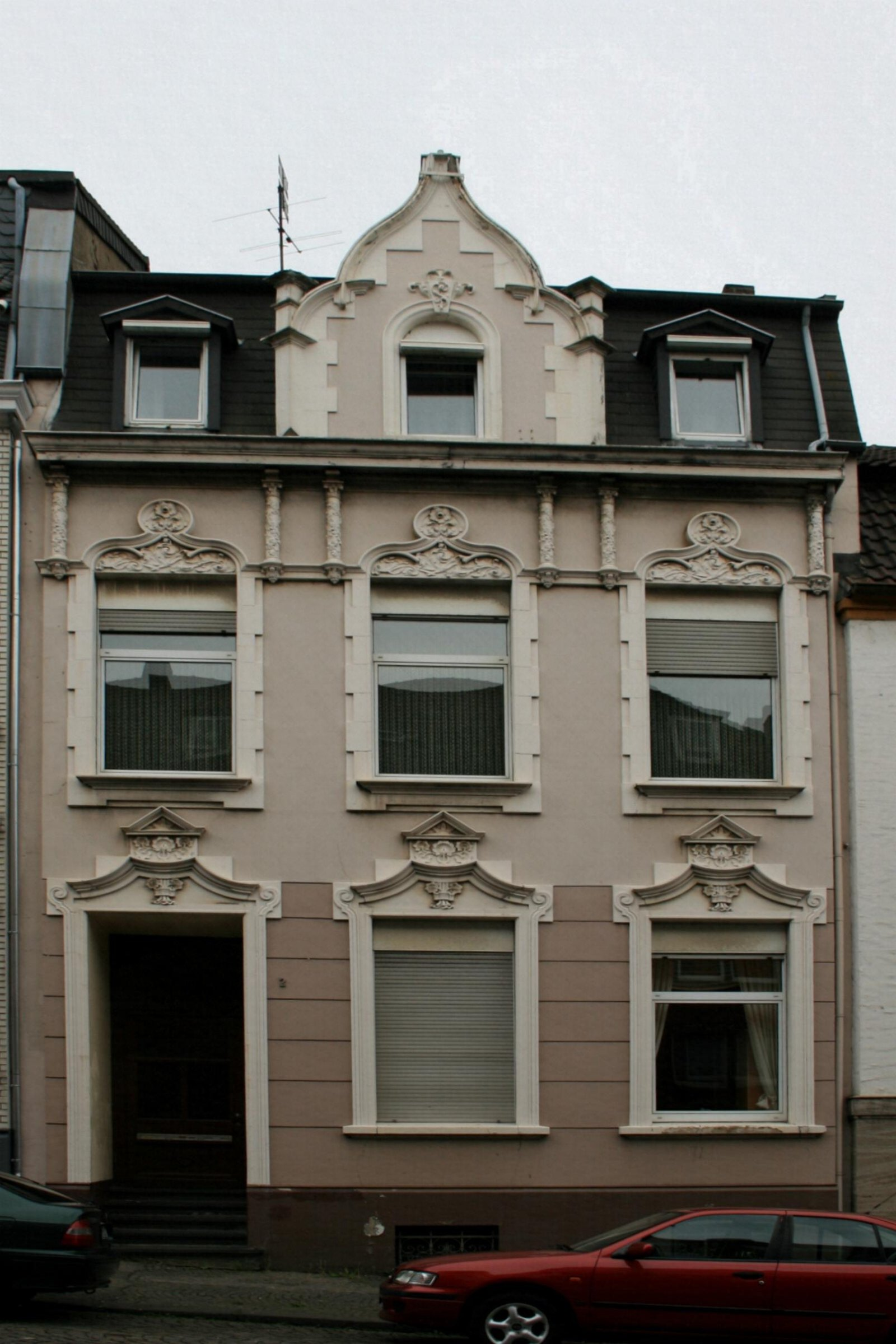
Wohnhaus (2010)

Das Wohnhaus Barbarossastraße 2  befindet sich in Mönchengladbach (Nordrhein-Westfalen) im Stadtteil Gladbach. Das Gebäude wurde Ende des 19. Jahrhunderts erbaut. Es ist unter Nr. B 051 am 15. Dezember 1987 in die Denkmalliste der Stadt Mönchengladbach eingetragen worden.

## Lage
Die Barbarossastraße liegt nördlich des alten Stadtkerns als steil ansteigende Verbindung (mit der Staufenstraße) von Aachener und Viersener Straße. Sie gehört in ihrem alten Bestand zum historischen Ausbau Mönchengladbachs.

## Architektur
Das Haus Nr. 2 stammt aus dem ausgehenden 19. Jahrhundert. Es ist ein zweigeschossiges Traufenhaus von drei Achsen mit dunklem, den Geländeanstieg ausgleichendem Kellersockel und ausgebautem Mansarddach. Über einem weit vorkragenden Kastengesims beherrscht ein geschweifter, von Fialtürmchen eingefasster Zwerchgiebel mittig das Dach. Flankierend zwei später hinzugefügte Giebelgauben.